# The Fox
För andra betydelser, se The Fox (olika betydelser).
The Fox är en låt från 2013 med den norska komikergruppen Ylvis. Den släpptes på Youtube den 3 september 2013 och hade den 17 augusti 2014 över 440 miljoner visningar. 
Låten gick den 11 september 2013 in på en 29:e plats på Billboard Hot 100.
The Fox släpptes som singel på Itunes i Norge den 2 september 2013 och släpptes på Itunes i USA den 16 september. 
Denna låten ingår som en av 10 hits på albumet YLVIS: volume 1 (Universal). Låten finns med i TV-spelet Just Dance 2015 med titeln "The Fox (What Does the Fox Say?)".

## Bakgrund
Vegard och Bård Ylvisåker, i den norska komikergruppen Ylvis, producerade sången och musikvideon för att marknadsföra den kommande säsongen för sin talkshow I kveld med Ylvis.

## Musikvideo
I videon är duon klädda i rävkostymer och undrar vad räven har för läte. Några av förslagen är "gering-ding-ding-ding-dingeringeding!" och "fraka-kaka-kaka-kaka-kow!". De frågar sig även om räven kommunicerar med hästen med hjälp av morsekod.

### Produktion
Videon gjordes ursprungligen för att marknadsföra den nya säsongen av I kveld med Ylvis på TVNorge, men den fick på kort tid över 37 miljoner visningar på Youtube.
Videon regisserades av Ole Martin Hafsmo och filmades av Magnus Flåto. Koreografin gjordes av Thea Bay. Den producerades av det norska produktionsteamet  Stargate.

## Mottagande
Den kom upp på topp 100 på Ituneslistan i åtminstone 18 länder. I Norge hamnade den på första plats, sjätte plats i Finland och nionde i Estland.
Ylvis överraskades av den internationella uppmärksamheten, då de enbart hade tänkt att nå den norska publiken.  Bård Ylvisåker uppgav att "den skulle underhålla några norrmän i tre minuter — och det är allt". Vegard Ylvisåker beskrev den stora uppmärksamheten som "definitivt väldigt chockerande".
Det har uppfattats som den handlar om furries, men Vegard Ylvisåker menar att han inte kände till denna subkultur innan de producerade The Fox.

### Liveframträdanden
Låten uppmärksammades bland annat av Ellen DeGeneres, som bjöd in Ylvis till sin talkshow Ellen DeGeneres Show, där hon framförde The Fox tillsammans med dem. 

### Barnbok
Som en del av arbetet med The Fox hade bröderna Ylvisåker beslutat att göra konceptet till barnbok. Detta var något som kunde realiseras då låten blev en sådan hit. Boken släpptes år 2013 på både norska och engelska.